# Kanton Chalon-sur-Saône-1
Der Kanton Chalon-sur-Saône-1 ist seit 2015 ein französischer Wahlkreis im Département Saône-et-Loire in der Region Bourgogne-Franche-Comté. Er umfasst sechs Gemeinden im Arrondissement Chalon-sur-Saône und hat seinen Hauptort (frz.: bureau centralisateur) in Chalon-sur-Saône. 

## Gemeinden
Der Kanton besteht aus sechs Gemeinden und Gemeindeteilen mit insgesamt 19.564 Einwohnern (Stand: 1. Januar 2022) auf einer Gesamtfläche von 49,55 km²:
| Gemeinde                  | Einwohner 1. Januar 2022 | Fläche km² | Dichte Einw./km² | Code INSEE | Postleitzahl |
| ------------------------- | ------------------------ | ---------- | ---------------- | ---------- | ------------ |
| Chalon-sur-Saône          | 10.829                   | 5,07       | 2.136            | 71076      | 71100        |
| Champforgeuil             | 2.616                    | 7,29       | 359              | 71081      | 71530        |
| Crissey                   | 2.473                    | 10,97      | 225              | 71154      | 71530        |
| Farges-lès-Chalon         | 819                      | 3,94       | 208              | 71194      | 71150        |
| Fragnes-La Loyère         | 1.434                    | 9,63       | 149              | 71204      | 71530        |
| Virey-le-Grand            | 1.393                    | 12,65      | 110              | 71585      | 71530        |
| Kanton Chalon-sur-Saône-1 | 19.564                   | 49,55      | 395              | 7105       | –            |

1. ↑   Nur der nördliche Teil der Gemeinde, der Rest verteilt sich auf die Kantone Chalon-sur-Saône-2 und Chalon-sur-Saône-3.

## Veränderungen im Gemeindebestand seit der landesweiten Neuordnung der Kantone
2016: Fusion Fragnes und La Loyère → Fragnes-La Loyère